# Curuá
O Curuá (Ananas lucidus) é uma planta terrestre da família das bromeliáceas, nativa da Venezuela, Guiana Francesa e Brasil, especialmente do estado do Amazonas. Possui folhas eretas de bordo inteiro e pungentes, e escapo alongado; fornece fibra que é muito utilizada pelos índios daquelas regiões. Seu nome provém da língua tupi.